# Phelline erubescens
Phelline erubescens är en tvåhjärtbladig växtart som beskrevs av Henri Ernest Baillon. Phelline erubescens ingår i släktet Phelline och familjen Phellinaceae. Inga underarter finns listade i Catalogue of Life.